# Ждраљица (Крагујевац)
Ждраљица је насеље и месна заједница Крагујевца, а пре тога и самостално насеље које је укинуто 1991. године и припојено Крагујевцу. 

## Географија
Налази се јужно од центра Крагујевца. Катастарска општина Ждраљица површине 308 ha на којој се налазио атар некадашњег села је после припајања насељу Крагујевац је подељено на новоформиране катастарске општине Крагујевац I и Крагујевац II, док је део остао у саставу насељеног места Трмбас. Површина месне заједнице Ждраљица износи 113 ha.
Кроз Ждраљицу протиче истоимена река Ждраљица. Овде се налази и водопад Дубоки поток, на потоку који се улива у Ждраљицу. У непосредној близини је и брдо Жежељ, позната планинарска дестинација.

## Број становника по пописима
- 1948. године: 237 становника
- 1953. године: 229 становника
- 1961. године: 292 становника
- 1971. године: 361 становника
- 1981. године: 686 становника
- 1991. године: 931 становника (месна заједница)
- 2002. године: 979 становника (месна заједница)
- 2008. године¹: 1.134 становника (месна заједница)[3]